# Howard Peters Rawlings Conservatory and Botanic Gardens of Baltimore
El Jardín Botánico de Baltimore y el Invernadero Howard Peters Rawlings (en inglés: Howard Peters Rawlings Conservatory and Botanic Gardens of Baltimore también denominado como Baltimore Conservatory), es un invernadero histórico y jardín botánico en Baltimore, Maryland, Estados Unidos. 

## Localización
Se ubica en el parque "Druid Hill Park" en el centro de Baltimore.
Howard Peters Rawlings Conservatory and Botanic Gardens of Baltimore 3100 Swann Drive, Baltimore, Baltimore County, Maryland, 21801 United States of America-Estados Unidos de América.
Planos y vistas satelitales.39°19′7″N 76°38′46″O / 39.31861, -76.64611
El invernadero se encuentra abierto a diario excepto los lunes.

## Historia
El invernadero data del 1888 siendo diseñado por George Frederick (arquitecto del ayuntamiento de Baltimore), con una renovación en profundidad entre los años de 2002 al 2004 en la que añadieron dos nuevos pabellones.

## Colecciones
Actualmente contiene cinco áreas distintas: 
- La casa de la palmera de 1888,
- El cuarto de las Orquídeas,
- La Casa Mediterránea,
- Casa Tropical,
- Casa del Desierto.

Los terrenos del invernadero (1½ acres) tienen 35 lechos florales.